# Mariavitkyrkan
Mariaviterna bildades i Polen 1893 som en självständig katolsk kongregation, som i Jungfru Marias liv såg sitt föredöme (Mariæ Vita = Marias liv). Grundare var Moder Maria Franziesca (Felicja Kozlowska). På grund av dess visionära och extrema Mariadyrkan bannlystes mariaviterna av Romersk-katolska kyrkan under påve Pius X år 1906.
Mellan 1909 och 1925 ingick den mariavitiska kyrkan i Utrechtunionen. Mariaviterna uteslöts ur Utrechtunionen 1925 på grund av lärostrider, men återupptogs 1972. En biskop bosatt i Sverige har fått sin vigning i denna kyrka.